# ترا هونان
ترا هونان (بالإنجليزية: Tras Honan)‏ (و. 1930 – م) هي سياسية من جمهورية أيرلندا .